# Jacob Grimm
Jacob Ludwig Carl Grimm (4 tháng 1 năm 1785 - 20 tháng 9 năm 1863) là một nhà ngữ văn, nhà luật pháp và nhà thần thoại người Đức. Ông được biết đến như là người phát hiện ra định luật Grimm (ngôn ngữ học), đồng tác giả với anh trai Wilhelm của Deutsches Wörterbuch, tác giả của Deutsche Mythologie và, phổ biến hơn, là một trong hai người anh em nhà Grimm và là người biên tập truyện cổ Grimm.

## Cuộc sống và sách
Jacob Grimm sinh ra ở Hanau, tại Hesse-Kassel. Cha của ông, Philipp Grimm, là một luật sư, nhưng ông qua đời trong khi Jacob còn nhỏ, và mẹ ông bị bỏ lại bằng những phương tiện rất nhỏ. Em gái của mẹ anh là phụ nữ của phòng bệnh cho Landgravine của Hesse, và cô đã giúp đỡ để hỗ trợ và giáo dục nhiều gia đình của cô. Jacob được gửi tới trường công tại Kassel vào năm 1798 cùng với em trai Wilhelm (sinh ngày 24 tháng 2 năm 1786).
Năm 1802, ông theo học tại Đại học Marburg, nơi ông theo học luật, một ngành mà cha ông đã làm. Anh trai của anh ta đã gia nhập Marburg một năm sau, vừa mới hồi phục sau một cơn bệnh nặng và nặng, và cũng bắt đầu nghiên cứu luật.

## Gặp von Savigny
Cho đến thời điểm này, Jacob Grimm chỉ bị khát khao về kiến thức, và năng lượng của ông đã không tìm ra mục tiêu vượt khỏi thực tế để có được vị trí trong cuộc sống. Động lực chính xác đầu tiên xuất phát từ các bài giảng của Friedrich Karl von Savigny, nhà nghiên cứu về luật La Mã, người đầu tiên đã dạy anh ta để nhận ra ý nghĩa của việc nghiên cứu bất kỳ khoa học nào, như Wilhelm Grimm tự nói trong lời nói đầu của Deutsche Grammatik). Các bài giảng của Savigny cũng đánh thức ông ta một tình yêu để điều tra lịch sử và cổ xưa, tạo thành cấu trúc của tất cả các tác phẩm của ông. Hai người đàn ông đã làm quen với nhau, và trong thư viện lưu trữ đầy đủ của Savigny Grimm lần đầu tiên chuyển lá bài báo của Bodmer về những chiếc minnesingers ở Trung Cao và các bài báo sớm khác, và cảm thấy khao khát mong muốn thâm nhập vào những điều mơ hồ và một nửa - những bí ẩn của ngôn ngữ của họ.
Vào đầu năm 1805, ông nhận được lời mời từ Savigny, người đã chuyển đến Paris, giúp đỡ ông trong tác phẩm văn học của mình. Grimm đã vượt qua một thời gian rất vui vẻ ở Paris, tăng cường hương vị của mình cho các văn học của thời Trung Cổ bằng những nghiên cứu của ông ở các thư viện Paris. Vào cuối năm, anh trở về Kassel, nơi mẹ và Wilhelm đã định cư, sau khi học xong. Năm sau, anh ta nhận được một vị trí trong văn phòng chiến tranh với mức lương rất nhỏ là 100 thaler. Một trong những phàn nàn của anh ta là anh ta phải trao đổi bộ váy thời trang của Paris cho một bộ đồng phục cứng và dây tóc. Nhưng ông đã có thời gian giải trí đầy đủ để theo đuổi nghiên cứu của mình.